# Podhoří (Cheb)
Podhoří, dříve Kreuzenstein, je vesnice, část města Cheb ve stejnojmenném okrese v Karlovarském kraji. Nachází se asi tři kilometry západně od Chebu. Prochází zde silnice II/606. Podhoří leží v katastrálním území Podhoří u Chebu o rozloze 2,99 km².

## Historie
První písemná zmínka o vesnici pochází z roku 1395.

## Obyvatelstvo
Při sčítání lidu v roce 1921 zde žilo 85 obyvatel, z nichž bylo 80 Němců a pět cizozemců. K římskokatolické církvi se hlásilo všech 85 obyvatel.
| Rok                                                     | 1869 | 1880 | 1890 | 1900 | 1910 | 1921 | 1930 | 1950 | 1961 | 1970 | 1980 | 1991 | 2001 | 2011 | 2021 |
| ------------------------------------------------------- | ---- | ---- | ---- | ---- | ---- | ---- | ---- | ---- | ---- | ---- | ---- | ---- | ---- | ---- | ---- |
| Počet obyvatel                                          | 65   | 69   | 63   | 60   | 66   | 85   | 81   | 41   | 23   | 12   | -    | 8    | 17   | 72   | 142  |
| Počet domů                                              | 8    | 18   | 18   | 10   | 10   | 10   | 10   | 11   | -    | 2    | -    | 5    | 1    | 7    | 3    |
| Počet domů v roce 1961 je zahrnut v počtu domů v Hájích |      |      |      |      |      |      |      |      |      |      |      |      |      |      |      |

## Obecní správa
Při sčítání lidu v letech 1850–1879 Podhoří bylo osadou obce Dolní Pelhřimov v okrese Cheb. V letech 1880–1960 bylo osadou obce Pelhřimov v okrese Cheb.
V letech 1961–1965 bylo částí obce Háje v okrese Cheb. Od 1. července 1965 je částí města Cheb ve stejnojmenném okrese.

## Galerie

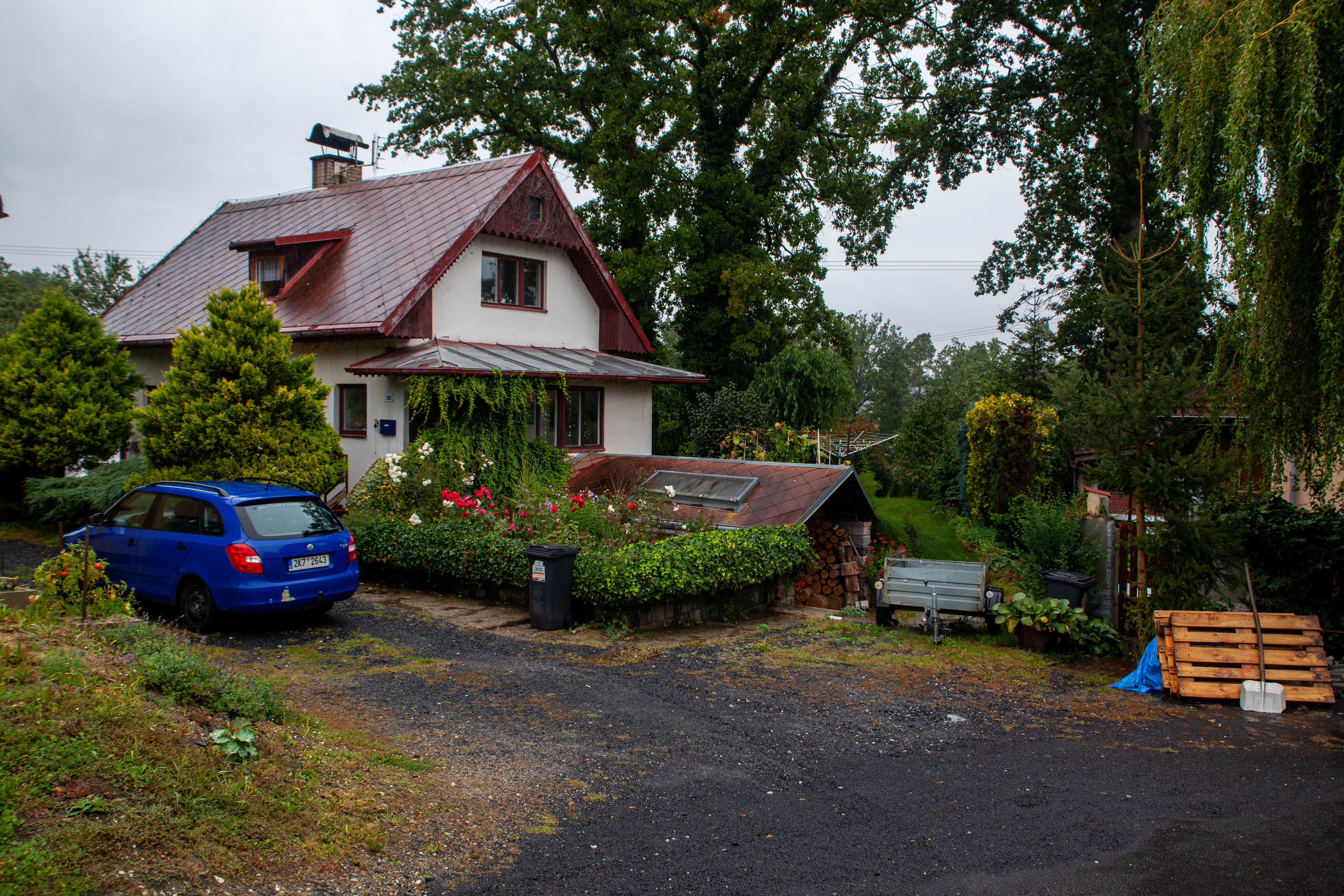
Dům (2020)
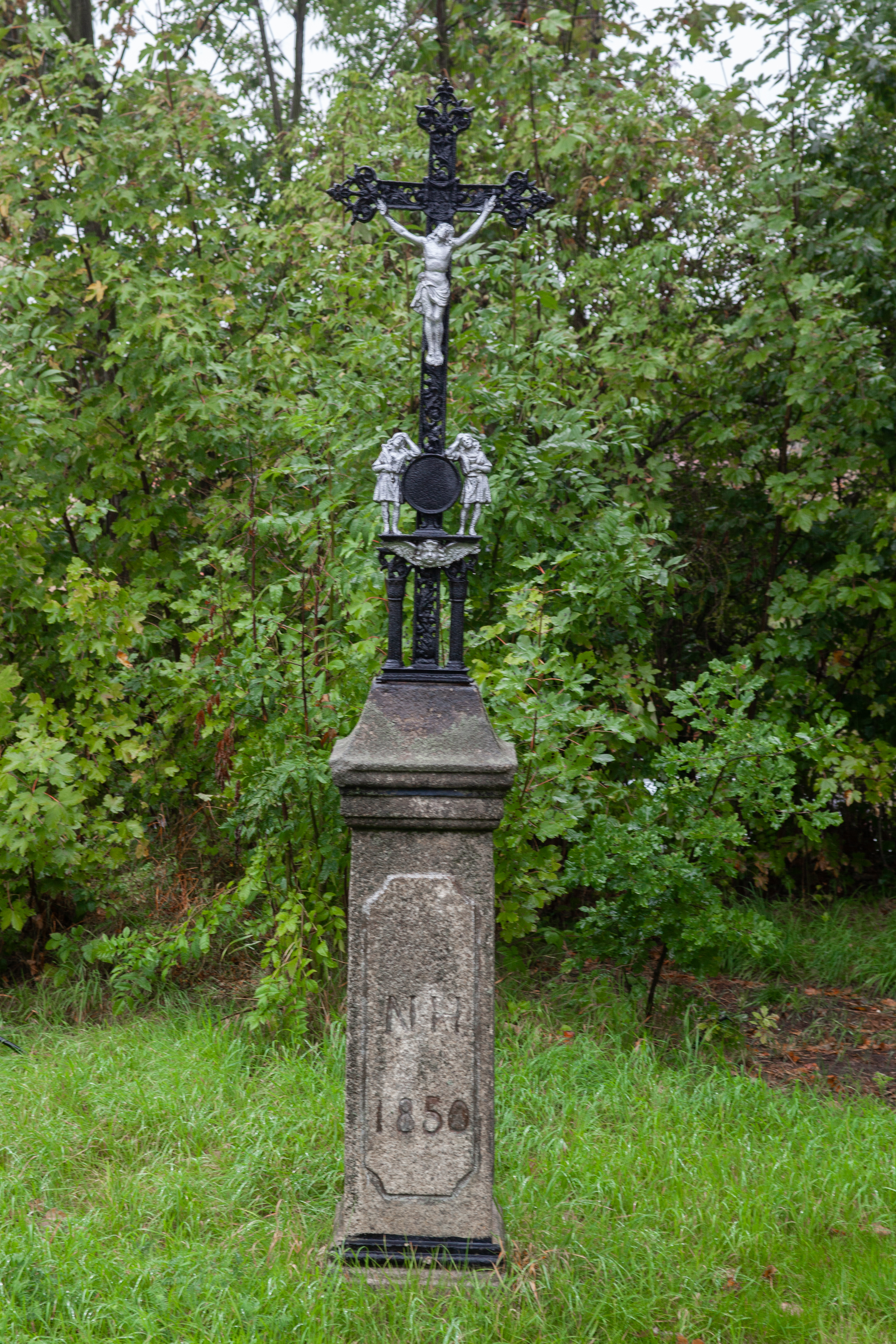
Křížek (2020)
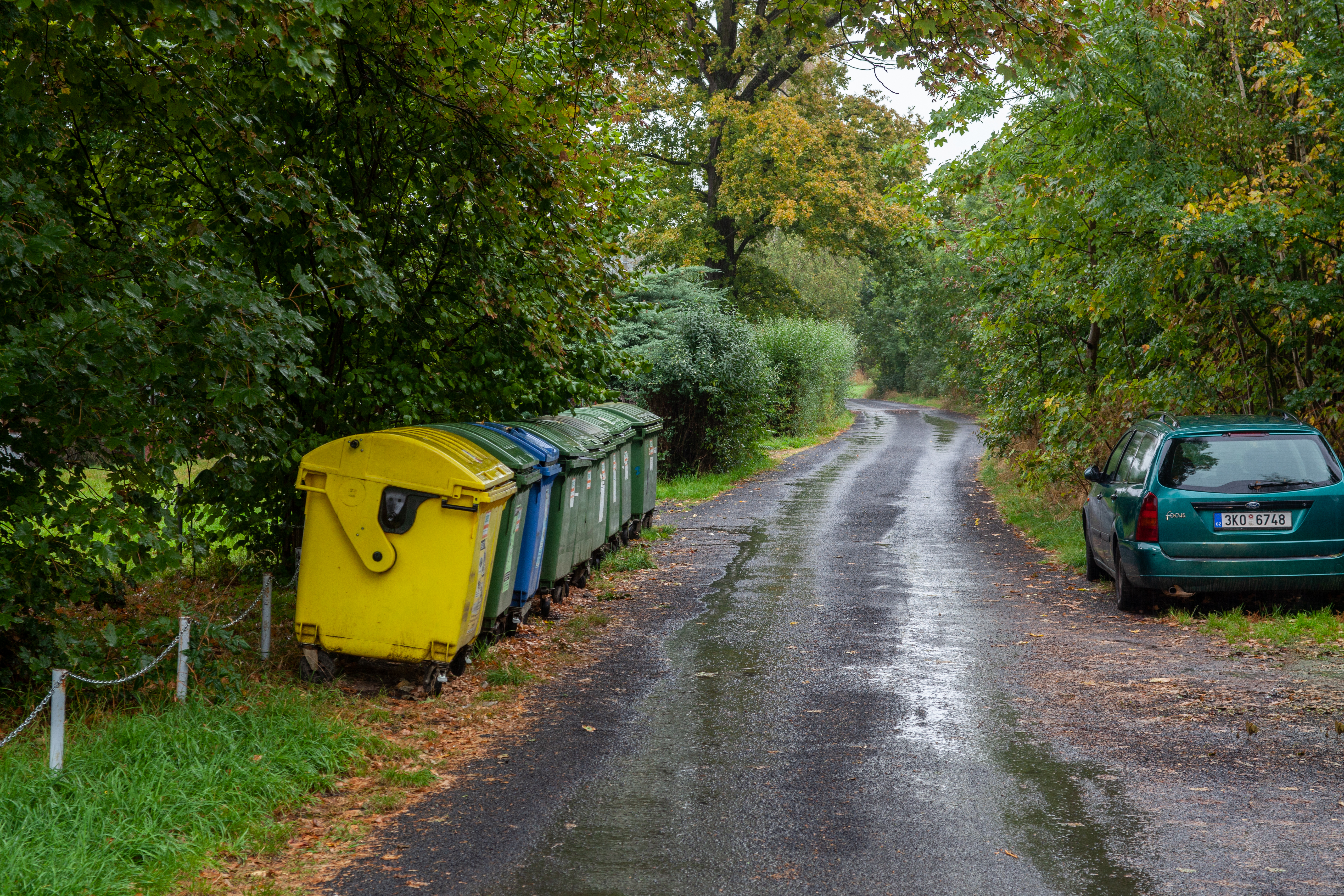
Silnice (2020)
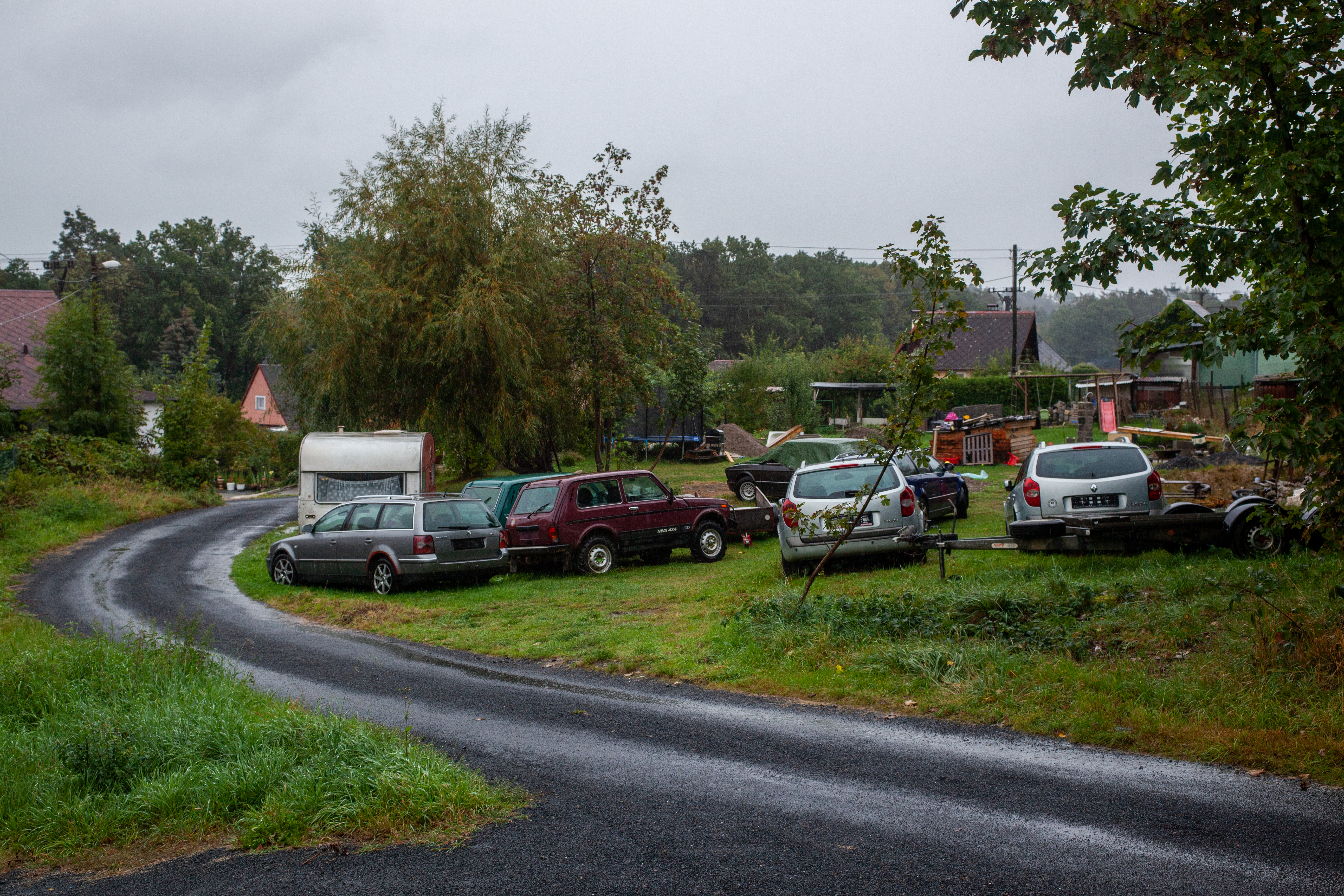
Parkoviště (2020)